# La Capitale (entreprise)
Pour les articles homonymes, voir La Capitale.
 (mai 2025).
La Capitale est une entreprise québécoise à caractère mutualiste qui offre des produits en assurances et en services financiers à plus de 900 institutions et 600 000 personnes.
L’entreprise est principalement présente au Québec et son siège social se situe dans la ville de Québec. Cependant, depuis 2008, La Capitale a généralisé son activité en Ontario. La Capitale assurances se classe parmi les plus gros assureurs du Québec. 
En juillet 2020, l'entreprise officialise sa fusion avec SSQ Assurance sous le nom de Beneva.

## Histoire
La Capitale fut tout d’abord un fonds commun formé en 1940 par des fonctionnaires de la colline parlementaire du Québec qui souhaitaient instituer un moyen plus sûr de payer leurs funérailles. Le nom officiel de ce groupe était La Mutuelle des employés civils.
En 1947, opérant toujours sous ce nom, l’organisation émet ses premières assurances-vie et ouvre son premier bureau à Montréal. À l’origine, La Mutuelle des employés civils n’offrait des assurances qu’aux employés de l’état.
En 1954, La Commission des liqueurs du Québec devient la toute première entreprise titulaire d’un contrat d’assurance collective avec La Capitale.
En 1976 est formée la première filiale de La Mutuelle des employés civils : La Capitale assurances générales. Cela signifie également que l’organisation n’offrait plus des produits d’assurances uniquement aux employés de l’État, mais à tout le monde.

### Création de La Capitale groupe financier
Après avoir créé La Capitale assurances générales, la mutuelle continua de créer des filiales, dont La Capitale immobilière MFQ Inc. en 1981, La Capitale assurances et services financiers en 1989 ainsi que La Capitale mutuelle de l’administration publique et La Capitale assureur de l’administration publique en 1991.
En 1989, La Capitale groupe financier est formée pour servir de société de portefeuille chapeautant les diverses filiales de La Capitale.
En 2000, les filiales de La Capitale changent de nom et adoptent officiellement la bannière La Capitale.  

### Expansion de la société
De 1962 à 2013, le siège de La Capitale était situé sur la colline parlementaire de Québec, à l’angle des rues Saint-Amable et De La Chevrotière. En 2013, la construction du bâtiment abritant le nouveau siège de l'entreprise, également situé sur la colline parlementaire de Québec, fut achevée. L’inauguration du nouveau siège de La Capitale s’est déroulée en présence de la première ministre du Québec, Pauline Marois, du ministre des Finances et de l’économie, Nicolas Marceau, et du maire de Québec, Régis Labeaume. L’immeuble de La Capitale sert désormais de siège à la société et toutes ses filiales.
En 2013, La Capitale employait environ 3000 employés à son siège social de Québec.

#### Expansion en Ontario
La Capitale et ses filiales continuent de prospérer au début des années 2000, avec une acquisition importante en 2004, lorsque l'entreprise rachète L'Unique, compagnie d’assurances générales, pour la somme de 48 millions de dollars.
En 2005, La Capitale groupe financier acquiert le Groupe financier AGA, une entreprise active dans le marché hors Québec, mais la revend en 2013 à un ancien administrateur d'AON.
En 2006, La Capitale assureur de l’administration publique fait l’acquisition de la compagnie d’assurance-vie Penncorp, une firme ontarienne spécialisée dans les assurances accidents et invalidité située à Mississauga.
En 2007, la société devient le quatrième assureur au Québec en assurance de dommages.
En 2008, La Capitale réalisa que le marché de l’assurance au Québec est limité et saturé. Dans le cadre de son arrivée en Ontario, La Capitale assurances générales fait l’acquisition de York Fire & Casualty Insurance Co., une compagnie offrant des assurances-automobile et des assurances de biens en Ontario et en Alberta.
En 2009, résolue à trouver de nouvelles sources de revenus, la société se lance dans un projet pour pénétrer le marché de l’Ontario. Elle fait affaire sous le même nom, soit La Capitale assurances générales et son siège demeure dans la ville de Québec. La stratégie de croissance de 2009 s’est opérée sur deux fronts : la première partie a été de développer les affaires de La Capitale en assurance de dommages en Ontario ; la deuxième partie a été de renforcer la présence de L'Unique assurances générales au Québec.
En 2016, La Capitale a plus que doublé son activité à l’extérieur du Québec.    

## Divisions de l'entreprise
La Capitale s’organise en différentes divisions, chacune étant responsable d’un secteur d’activité distinct :      
- La Capitale assureur de l’administration publique : propose des produits financiers au personnel de l’administration publique québécoise[7] ;
- La Capitale assurances générales : est une filiale de La Capitale qui fournit des assurances de dommages depuis plus de 70 ans[14] ;
- La Capitale assurances et gestion du patrimoine : est une filiale de La Capitale qui propose des produits d’assurances collectives aux secteurs privé et public en plus de produits individuels aux particuliers, en dehors de l’administration publique[15]. La Capitale Assurances et Services Financiers possédait le Groupe Financier AGA, jusqu’à ce qu’elle le vende en 2013[16] ;
- L’Unique assurances générales : est un assureur de dommages acquis par La Capitale en 2004. En tant que filiale de La Capitale Assurances Générales, Assurances Générales gère un réseau de plus de 300 cabinets de courtage indépendants au Québec, en Ontario, en Alberta, au Nouveau-Brunswick, en Nouvelle-Écosse et à l’Île-du-Prince-Édouard[1],[17] ;
- La Capitale services conseils : Un cabinet multidisciplinaire de services financiers qui s’adresse principalement aux employés de l’administration publique québécoise ;
- Unica Assurances : opérant initialement sous le nom de York Fire & Casualty Insurance Company, la société a pris le nom de Unica Insurance Incorporated en 2012[18]. La société a été acquise par La Capitale Assurances Générales en 2008[18]. Filiale de La Capitale en Ontario, Unica propose des produits d’assurance-automobile et habitations pour particuliers ainsi que des assurances pour entreprises ;
- La Capitale sécurité financière : anciennement Penncorp, cette filiale de La Capitale en Ontario est spécialisée en assurance accident et invalidité individuelle au Canada[19],[20] ;
- La Capitale immobilière MFQ Inc. : Gère et développe le patrimoine immobilier québécois de La Capitale assureur de l’administration publique.